# As de Québec
As de Québec, engelska: Quebec Aces, var ett kanadensiskt professionellt ishockeylag som spelade i American Hockey League (AHL) mellan 1959 och 1971. Laget hade dock sitt ursprung från 1928 när massa- och papperstillverkaren Anglo-Canadian Pulp and Paper grundade laget i syfte att deltaga i Ligue Railway-Paper, en ishockeyserie för anställda. Laget spelade sina hemmamatcher i Colisée de Québec i Québec i Québec. År 1971 meddelades det att As skulle lämna staden och flyttas till Richmond, Virginia i USA för att vara Richmond Robins.
De var farmarlag till Montreal Canadiens och Philadelphia Flyers.
Spelare som spelade för laget var bland andra Bill Clement, Jean-Guy Gendron, Danny Grant, Terry Harper, Charlie Hodge, Guy Lafleur, Jimmy Roberts, Don Saleski, Dave Schultz, Rogie Vachon och Dunc Wilson.